# 徐复
徐復（？—？），字復之，建州(今福建建瓯市)人。北宋文人。
因考进士不中，转而学习易学，在淮、浙一带游学。庆历初年（1041年－1048年）入见，不受官而去，赠号冲晦处士。《宋史》有傳。

## 延伸阅读
[在维基数据编辑]
 《宋史/卷457》，出自脱脱《宋史》